# Izúcar de Matamoros
Izúcar de Matamoros es una ciudad del estado mexicano de Puebla.
Su nombre deriva del topónimo náhuatl Itzocan, compuesto por "itztli" = cuchillo o pedernal, "ohtli" = camino, y "-can" = sufijo de localización. Por lo tanto, significa "lugar del camino de pedernal". Algunas  interpretaciones sugieren que podría significar "lugar de las caras pintadas" o que provine de la palabra náhuatl itzcoan = "lugar de la obsidiana" o "lugar donde se labra la obsidiana".

## Historia
El asentamiento humano aparece con la expansión de los olmecas hacia el centro de México. Estuvo habitado por tribus zapotecas, mayas y nahuas. De igual manera tuvo influencia teotihuacana en la organización política y cultural.
Una vez que los españoles arribaron a lo que actualmente constituye parte de la Mixteca Baja Poblana, aproximadamente entre los años de 1521 y 1525 -con el objetivo de conquistar las tierras- bajo el mando de Hernán Cortés, no pronunciaban adecuadamente el nombre de Itzocan, en cambio empleaban distintos términos para referirse al territorio; hasta que finalmente derivó en el nombre con el que se denomina hoy en día: “Izúcar”.
Hacia 1630 los españoles tenían como parroquia el templo de Santiaguito, y una década después se había finalizado la construcción de la Iglesia de Santa María de la Asunción, misma que fuera bendecida por Juan de Palafox y Mendoza en febrero de 1641.
Los españoles le llamaron Izúcar, e incluso en algunas fuentes, su nombre aparece escrito por error como Azúcar, puesto que constituye uno de los primeros centros en México que se dedicaron al cultivo de la caña de azúcar. Dicha actividad y la industria azucarera -entre otras-, son los principales pilares económicos en Izúcar de Matamoros, además se trata de la cuarta ciudad con mayor población después de Puebla de Zaragoza, Tehuacán, y Atlixco. Izúcar lleva además el apellido del insurgente Mariano Matamoros, a quien José María Morelos y Pavón llamaba mi brazo derecho; incluso en las reseñas históricas se apunta a tales personajes como principales referentes en la consolidación de la ciudad.
Tiempo después de la temporada de independencia aparecieron los barrios de Izúcar el 1° que se fundó fue en 1844 pero aun no se sabe cual que son 14 hasta la fecha después de los 14 barrios que cuenta Izúcar siguieron las colonias la primera colonia fundada fue la Cruz Verde que se fundó el 21 de abril de 1939 dando a la colonia más grande y antigua de Izucar.

## Gastronomía
Entre los principales alimentos típicos de la región pueden mencionarse; el pipián verde, elaborado con semillas de calabaza y hoja santa o tlanilpa (Piper auritum); los tamales de frijol envueltos en hoja de aguacate; el pozole blanco; la cecina y el pan de barrio o pan colorado.

## Clima
Izúcar de Matamoros pertenece a la región del trópico seco, cuyas características climáticas dominan en todo el perímetro de la Mixteca Baja Poblana, de la cual, Izúcar es la entrada. En las alturas de las montañas que rodean el valle de Matamoros, el clima es un poco menos caluroso y más húmedo que en el valle. La estación de lluvia se presenta en los meses de verano y otoño. La vegetación nativa del municipio es la selva baja caducifolia, aunque el cultivo de la caña de azúcar ha cambiado un poco el paisaje, y la mayor parte del municipio se encuentra sembrado de cañaverales.
| Parámetros climáticos promedio de Izúcar de Matamoros, Puebla (1951-2010)       | Parámetros climáticos promedio de Izúcar de Matamoros, Puebla (1951-2010) | Parámetros climáticos promedio de Izúcar de Matamoros, Puebla (1951-2010) | Parámetros climáticos promedio de Izúcar de Matamoros, Puebla (1951-2010) | Parámetros climáticos promedio de Izúcar de Matamoros, Puebla (1951-2010) | Parámetros climáticos promedio de Izúcar de Matamoros, Puebla (1951-2010) | Parámetros climáticos promedio de Izúcar de Matamoros, Puebla (1951-2010) | Parámetros climáticos promedio de Izúcar de Matamoros, Puebla (1951-2010) | Parámetros climáticos promedio de Izúcar de Matamoros, Puebla (1951-2010) | Parámetros climáticos promedio de Izúcar de Matamoros, Puebla (1951-2010) | Parámetros climáticos promedio de Izúcar de Matamoros, Puebla (1951-2010) | Parámetros climáticos promedio de Izúcar de Matamoros, Puebla (1951-2010) | Parámetros climáticos promedio de Izúcar de Matamoros, Puebla (1951-2010) | Parámetros climáticos promedio de Izúcar de Matamoros, Puebla (1951-2010) |
| Mes                                                                             | Ene.                                                                      | Feb.                                                                      | Mar.                                                                      | Abr.                                                                      | May.                                                                      | Jun.                                                                      | Jul.                                                                      | Ago.                                                                      | Sep.                                                                      | Oct.                                                                      | Nov.                                                                      | Dic.                                                                      | Anual                                                                     |
| ------------------------------------------------------------------------------- | ------------------------------------------------------------------------- | ------------------------------------------------------------------------- | ------------------------------------------------------------------------- | ------------------------------------------------------------------------- | ------------------------------------------------------------------------- | ------------------------------------------------------------------------- | ------------------------------------------------------------------------- | ------------------------------------------------------------------------- | ------------------------------------------------------------------------- | ------------------------------------------------------------------------- | ------------------------------------------------------------------------- | ------------------------------------------------------------------------- | ------------------------------------------------------------------------- |
| Temp. máx. abs. (°C)                                                            | 34.5                                                                      | 35.0                                                                      | 38.5                                                                      | 38.5                                                                      | 40.0                                                                      | 39.0                                                                      | 37.0                                                                      | 36.0                                                                      | 39.0                                                                      | 35.5                                                                      | 35.0                                                                      | 37.5                                                                      | 40.0                                                                      |
| Temp. máx. media (°C)                                                           | 28.0                                                                      | 29.9                                                                      | 32.2                                                                      | 33.8                                                                      | 34.0                                                                      | 31.5                                                                      | 30.1                                                                      | 30.5                                                                      | 29.3                                                                      | 29.6                                                                      | 28.5                                                                      | 28.2                                                                      | 30.5                                                                      |
| Temp. media (°C)                                                                | 19.4                                                                      | 21.0                                                                      | 23.2                                                                      | 24.9                                                                      | 25.4                                                                      | 24.3                                                                      | 23.1                                                                      | 23.3                                                                      | 22.6                                                                      | 22.2                                                                      | 20.4                                                                      | 19.7                                                                      | 22.5                                                                      |
| Temp. mín. media (°C)                                                           | 10.8                                                                      | 12.1                                                                      | 14.1                                                                      | 16.0                                                                      | 16.7                                                                      | 17.1                                                                      | 16.1                                                                      | 16.0                                                                      | 15.9                                                                      | 14.9                                                                      | 12.3                                                                      | 11.2                                                                      | 14.4                                                                      |
| Temp. mín. abs. (°C)                                                            | 3.2                                                                       | 3.0                                                                       | 5.5                                                                       | 9.0                                                                       | 9.5                                                                       | 10.0                                                                      | 9.0                                                                       | 10.5                                                                      | 10.0                                                                      | 7.0                                                                       | 2.0                                                                       | 4.0                                                                       | 2.0                                                                       |
| Precipitación total (mm)                                                        | 7.2                                                                       | 5.5                                                                       | 2.3                                                                       | 18.5                                                                      | 85.4                                                                      | 168.3                                                                     | 148.2                                                                     | 206.0                                                                     | 186.6                                                                     | 76.1                                                                      | 12.0                                                                      | 2.8                                                                       | 918.9                                                                     |
| Días de precipitaciones (≥ 0.1 mm)                                              | 0.9                                                                       | 0.7                                                                       | 0.6                                                                       | 2.2                                                                       | 6.8                                                                       | 11.6                                                                      | 10.9                                                                      | 11.8                                                                      | 11.7                                                                      | 5.4                                                                       | 1.1                                                                       | 0.3                                                                       | 64.0                                                                      |
| Fuente: Servicio Meteorológico Nacional. Actualizado el 8 de diciembre de 2016. |                                                                           |                                                                           |                                                                           |                                                                           |                                                                           |                                                                           |                                                                           |                                                                           |                                                                           |                                                                           |                                                                           |                                                                           |                                                                           |

## Artesanías
Las artesanías que principalmente se elaboran en Izúcar de Matamoros son sahumerios -generalmente utilizados para ceremonias religiosas-, árboles de la vida y figuras de barro policromado. Cabe mencionar que han destacado los artesanos locales a nivel nacional e internacional por la creatividad y originalidad con que son elaborados sus trabajos.
También está la casa de cultura que se encuentra en ese mismo lugar.

## Agricultura
Izúcar de Matamoros es una región con una marcada actividad agrícola cañera, puesto que gran parte de los agricultores se dedican al cultivo de la caña de azúcar. La caña es cosechada en determinada época del año y luego, es transportada al ingenio ubicado en el municipio de Atencingo, donde se da inicio a todo el proceso para convertirla en azúcar refinada. En su mayoría, los terrenos cultivados son ejidales y entre las comunidades que mandan toneladas de caña de azúcar deben destacarse a: La Galarza, San Juan Raboso, San Nicolás Tolentino, Ayutla, Colucan, San Carlos, San Juan Colón y Matzaco, en este último abunda el cultivo de maíz, el cual es comercializado y transportado a diferentes partes de los estados vecinos; como Morelos, Tlaxcala, Hidalgo, Pachuca de Soto y la Ciudad de México.

## Escuelas
Izúcar de Matamoros cuenta con una amplia oferta académica, en la región existen centros que incluyen los diferentes niveles de educación pública y privada, desde el preescolar, primaria, secundaria y el nivel medio superior, hasta la universidad. Entre las escuelas más conocidas destacan: Centro Escolar Presidente Lázaro Cárdenas amplio centro educativo que unifica todos los niveles antes mencionados; la Escuela Secundaria Rodolfo Sánchez Taboada; el Centro de Bachillerato Tecnológico, Industrial y de Servicios (Cbtis 184); la Escuela Secundaria Federal Plan De Ayala; la Escuela Jardín de niños Ernesto Herrera Acevedo, la Escuela Primaria Carmen Serdán; la Escuela Primaria Mariano Matamoros; la Unidad Escolar Particular "Miguel Cástulo de Alatriste"; el Colegio de Bachilleres del Estado de Puebla Plantel 12; la Universidad Tecnológica e Izúcar de Matamoros y la telesecundaria Miguel Alemán Valdez, la escuela secundaria SorJuana Inés de la Cruz, la primaria Vicente Guerrero, la primaria Cuauhtémoc, el preescolar Instituto Quetzali, la primaria Benito Juárez, jardín de niños los Reyes, etcétera

## Actividad económica
- Agricultura.- Gran parte de las tierras abarcan el cultivo, siembra y cosecha de caña. En el municipio, además, se producen granos principalmente de maíz, frijol, sorgo, cacahuate, ajonjolí y arroz. En relación con la fruticultura, sobresale la producción -en diferentes temporadas del año- de sandía, mango, papaya, melón, caña de azúcar, aguacate, ciruela; en cuanto a hortalizas, se observa un amplio consumo de jitomate, el pápalo, la pipicha, la cebolla, la calabaza, la jícama y el pepino. Finalmente, con respecto al forraje, hay una producción continúa de alfalfa.

- Ganadería.- En las comunidades próximas a la región es común la crianza de ganado vacuno, ganado ovino, ganado porcino y ganado caprino; también es regular la crianza de ganado asnal, ganado mular y la cría de gran variedad de aves de corral.

- Pesca.- En los alrededores del río San Francisco, se realiza la cría de diferentes especies de bagre y mojarra; en la laguna de San Isidro, se presenta la pesca de la especie implantada carpa de Israel Thunnus rhynnus; y en la laguna de Alchichica, es común la pesca de la carpa espejo Carpio specularis y la tilapia.

- Apicultura.- Dicha actividad se ha incorporado con éxito en la economía, lográndose la producción de excelente calidad para el auto-consumo e incluso para la comercialización.

- Industria.- Entre las ramas de transformación industrial más representativas en el municipio, destaca la elaboración de azúcar; la producción de alimentos y bebidas, textiles, cerámica, alfarería de uso y de ornato, mica y vidrio; productos químicos, la elaboración de mezclas, insecticidas, plaguicidas en polvo y líquidos con distribución a nivel nacional, la elaboración de objetos de arte de madera, carrizo y otate; así como también la fabricación de mosaicos de cal hidratada, yeso, cemento para la construcción y piedra de yeso, es decir, la extracción de minerales no metálicos; y la fabricación de equipo de transporte y sus partes.

- Turismo.- Entre los principales centros de atractivo turístico en la región, cabe mencionarse la presencia de balnearios como el Ojo del carbón y Amatitlanes. Existen abundantes manantiales de aguas termosulfurosas, entre los que destaca el parque acuático San Carlos. Por otro lado, la laguna de Epatlán, es un lugar donde se práctica la pesca de trucha, mojarra y la caza de patos. En cuanto a lugares históricos, debe eludirse al ex-convento de Santo Domingo de Guzmán, una zona arqueológica del cerro de Teponaztle ubicada en la población de Las Bocas; así mismo se cuenta con un museo con piezas pertenecientes a diferentes culturas que reflejan asentamientos humanos en la región de Izúcar de Matamoros, aproximadamente 1200 años a. C. Tanto en el centro como en la periferia de la ciudad se encuentra una vasta presencia de centros religiosos como la parroquia de Santa María Asunción; también culturales como la Casa de la Cultura que fue construida por la orden de los “Juaninos“ en época de evangelización. La compra de cerámica policromada típica, que representa al "árbol de la vida" es una práctica regular entre los visitantes.

- Comercio.- Se cuenta con una gran variedad de establecimientos comerciales donde se encuentran artículos de consumo básico y de segunda necesidad como alimentos, vestido y calzado, muebles para el hogar, aparatos electrónicos, materiales de construcción, de ferretería y papelería, repuestos automotrices, entre otros.

- Servicios.- Los diferentes establecimientos prestas servicios de hospedaje, alimentación y entretenimiento como centros nocturnos, cine y teatros. Se cuenta también con servicios por parte de instituciones financieras, administrativas y profesionales en disciplinas específicas -incluidos los servicios médicos especializados-. Otros lugares cumplen la función como áreas de esparcimiento y recreación como los parques y áreas verdes en el centro y colonias de la ciudad.

### Costumbres y tradiciones
Izúcar de Matamoros es un municipio muy festivo y religioso; a sus ciudadanos les gusta celebrar y honrar sus tradiciones. Algunas de sus festividades son:
- Fiesta de Santiago Apóstol : es una de las celebraciones religiosas más importante que se ha extendido por todo México, Estados Unidos y Centroamérica.

Cuenta la leyenda que cuando un escultor llegó a Izúcar puso como condición que se tapiaran un cuarto y que dejaran solo una ventana por donde pasarían los alimentos, pasando algún tiempo no escucharon ningún ruido del escultor así que fueron a ver que pasaba y para su sorpresa se encontraron que ya estaba terminada la escultura del santo con su caballo, pero el escultor jamás lo volvieron a ver y nadie supo hacia donde se fue; la escultura de este milagroso santo está considerada como única en el mundo por sus dimensiones, mide 2.32 m de altura. El santo es de madera de cedro, sus botas son del número 36 y el caballo es de madera de nogal, está tallada en estofada en oro a mano. El 25 de julio se celebra la muerte de Santiago apóstol que predicó el evangelio de Jesús. La gran influencia a esta festividad se debe a que esta imagen se caracteriza por ser milagrosa, esta festividad se acompaña de una feria donde la gente pasa un buen rato sin olvidar su devoción.
- Semana Santa : comienza el domingo de ramos y finaliza el día de resurrección (la fecha de la celebración es variable entre marzo y abril según el año) con procesiones y representaciones de la pasión muerte y resurrección de Jesucristo

- Todos Santos: es una celebración en honor a los difuntos, según las tradiciones se colocan ofrendas en el zócalo y se visitan los panteones, el día 31 de octubre se lleva a cabo un desfile conmemorativo, el día primero de noviembre se dedica a aquellos que murieron siendo niños y el día dos a los fallecidos en edad adulta.

- La principal festividad está dedicada a Santo Domingo  que es el Santo Patrono de esta localidad que se celebra el día 8 de agosto, en la que se realizan diferentes actividades religiosas iniciadas 8 días antes con la octava a la fiesta organizados y dirigidos por la mayordomía. Durante estos 8 días se celebran misas en honor al santo y se llevan ofrendas florares al templo. El día de la fiesta se da mañanitas al Santo, hay celebraciones religiosas todo el día en el templo y hay una feria en el parque de la localidad que incluye juegos mecánicos para esparcimiento de la población, exposición de artesanías y antojitos de la región.

- 3 de mayo: se festeja a unas colonias de Izucar pero la que le da más celebridad es en Cruz Verde de Izúcar de Matamoros; la colonia Cruz Verde que su festividad empieza desde el 30 de abril o también desde la festividad del señor de la misericordia donde se hace veneración a la cruz y se presentan grupos de música, grupos folklóricos, concursos, bailes, etc. Esta sería la 6 festividad más grande de Izúcar.

### Actividades económicas del municipio por sector
- Sector primario

Agricultura, ganadería, pesca, apicultura. 36.2%
- Sector secundario

Industria y minería. 15.6%
- Sector terciario

Turismo y comercio. 43.3%